# Cinq Grimaces pour le Songe d'une nuit d'été
Cinq Grimaces pour le Songe d'une nuit d'été est une œuvre d'Erik Satie en cinq mouvements, conçus comme musique de scène pour la comédie de Shakespeare, composée en 1915.

## Composition
Les Cinq Grimaces pour le Songe d'une nuit d'été sont composées en 1915, à la demande de Jean Cocteau pour servir de musique de scène à une adaptation du Songe d'une nuit d'été de Shakespeare mâtinée d'univers du cirque. L'instrumentation est achevée par Darius Milhaud après la mort d'Erik Satie, et l'œuvre est publiée en 1929 par les éditions Universal.

## Présentation
L'œuvre est en cinq mouvements :
1. Préambule — Modéré, à 
 ;
2. Coquecigrue — Peu vite, à 
 ;
3. Fanfaronnade — Modéré, à 
 ;
4. Chasse — Temps de marche, à 
 ;
5. Retraite — Modéré, à 
.

La durée d'exécution est d'environ 3 min.
| Instrumentation des Cinq Grimaces pour le Songe d'une nuit d'été                                             |
| Bois |
| 3 flûtes (la 1re aussi petite flûte), 2 hautbois, cor anglais, 2 clarinettes en si , 2 bassons, contrebasson |
| Cuivres |
| 2 cors en Fa, 3 trompettes en Ut, 3 trombones, 1 tuba                                                        |
| Percussions                                                                                                  |
| Timbales chromatiques, cymbales, tambour militaire, grosse caisse                                            |
| Cordes |
| Premiers violons, seconds violons, altos, violoncelles, contrebasses                                         |

## Analyse
Jean-Pierre Armengaud considère que, dans le « pot-pourri » des Cinq Grimaces pour le Songe d'une nuit d'été, « Satie plagie son propre style humoristique ». Vincent Lajoinie relève ainsi, « pêle-mêle, les sonneries de cor de Podophthalma (no 3 : Chasse), la parodie militaire de La Comédie Italienne (no 5 : Pour sortir), les âpres dissonances des Trois Valses distinguées (no 1 : Préambule), jusqu'à cette écriture néo-classique que l'on pourrait croire issue de la plume d'un Prokofiev ou d'un Chostakovitch (no 4 : Fanfaronnade) ».

## Discographie
- Erik Satie — Parade, Relâche, En habit de cheval, La Belle Excentrique, Cinq Grimaces pour le Songe d'une nuit d'été, Le Piccadilly, Gymnopédies (orchestrées par Debussy) et 3e Gnossienne (orchestrée par Poulenc) — Orchestre national du Capitole de Toulouse sous la direction de Michel Plasson (juin 1988, EMI Classics CDC 7 49471 2).

### Monographies
- Anne Rey, Satie, Paris, Éditions du Seuil, coll. « Solfèges », 1974, rééd. 1995, 192 p. (ISBN 978-2-02-023487-0 et 2-02-023487-4).
- Vincent Lajoinie, Erik Satie, Lausanne, Éditions L'Âge d'Homme, 1985 (ISBN 978-2-8251-3228-9).